# Env
env는 유닉스 및 유닉스 계열 운영 체제용 셸 명령어이다. 환경 변수의 목록을 출력하거나, 현존하는 환경을 수정하지 않고도 변경된 환경 내에서 다른 유틸리티를 실행하는데 사용할 수 있다. env를 사용함으로써 변수를 추가하거나 제거할 수 있으며, 기존 변수는 새로운 값을 이들에 할당함으로써 변경할 수 있다.
실제로 env는 다른 용도로 사용되기도 한다. 올바른 인터프리터를 실행하기 위해 셸 스크립트에 자주 쓰인다. 이렇게 사용할 경우 환경은 일반적으로 변경되지 않는다.

## 예
새로운 셸을 위해 환경을 지우는 방법은 다음과 같다(기존의 환경 변수가 없는 새로운 환경 만들기):
```
env
 
-i
 
/bin/sh

```

X 응용 프로그램인 xcalc를 실행하고 이를 다른 디스플레이에 표시하는 방법은 다음과 같다:
```
env
 
DISPLAY
=
foo.bar:1.0
 
xcalc

```

매우 단순한 파이썬 스크립트 코드는 다음과 같다:
```
#!/usr/bin/env python2

print
 
"Hello World."

```

이 예에서 /usr/bin/env는 env 명령의 완전한 경로이다. 환경은 변경되지 않는다.

## 같이 보기
- set